# Fascism

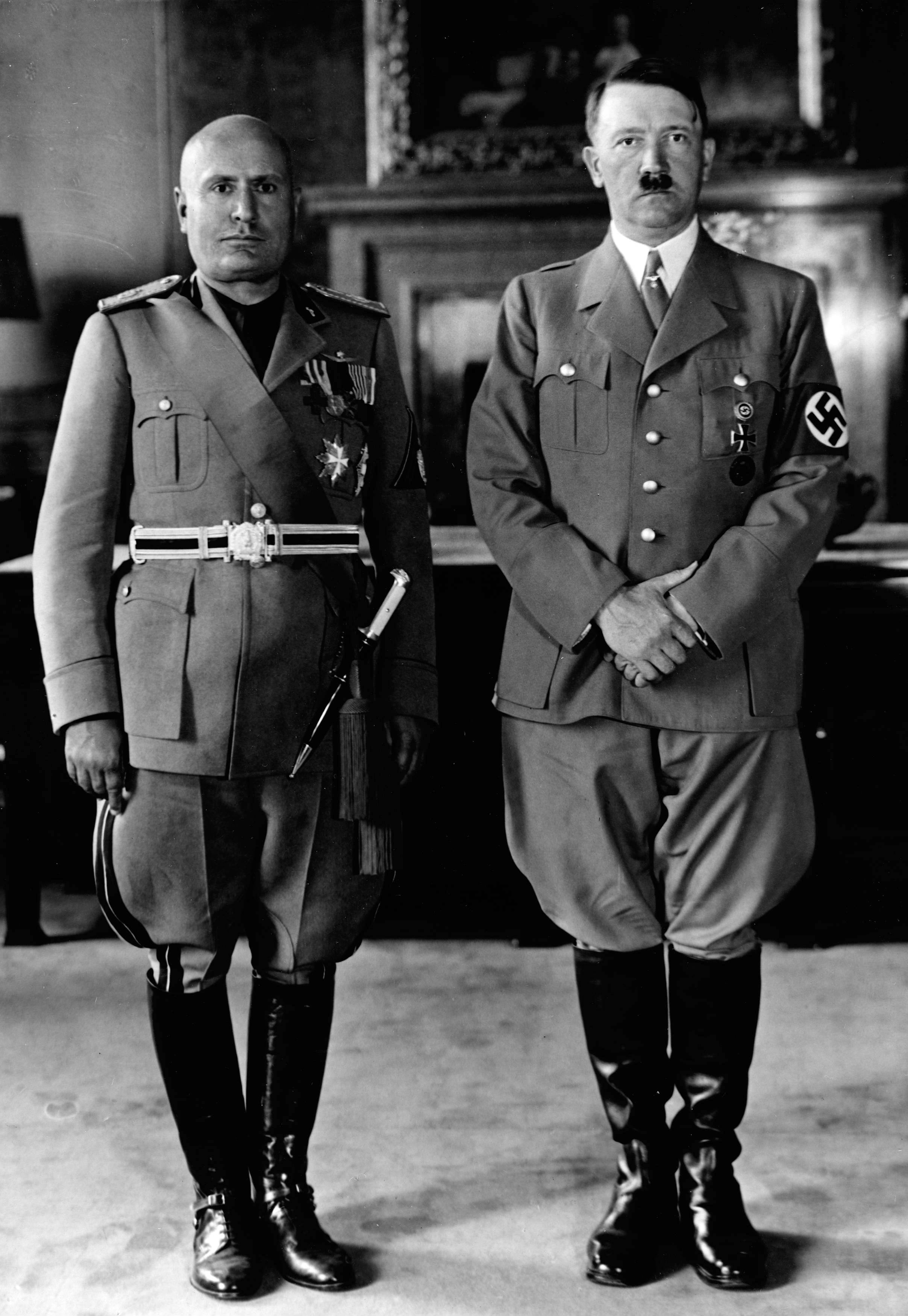
Benito Mussolini (stânga) și Adolf Hitler (dreapta), liderii Regatului Italiei și respectiv ai Germaniei Naziste

Fascismul este o ideologie politică radicală și autoritară de aripă dreaptă definită, în primul rând, de un naționalism radical (numit și "ultranaționalism"), de o putere dictatorială, de suprimare a opoziției și de o puternică regimentare a societății și a economiei. Fasciștii încearcă să organizeze o națiune în conformitate cu perspectivele, valorile și sistemele corporatiste, inclusiv sistemul politic și economia. Ei susțin crearea unui stat totalitar cu un singur partid, care urmărește mobilizarea în masă a unei națiuni și crearea unui ideal „om nou”, pentru a forma o elită care reglementează prin îndoctrinare, educație fizică și politici familiale, inclusiv eugenism. Fasciștii cred că o națiune presupune o conducere puternică, o singură identitate colectivă și capacitatea de a comite violențe și război, cu scopul de a menține națiunea puternică. Guvernele fasciste interzic și suprimă opoziția față de stat.
Fascismul a fost fondat de către sindicaliștii naționaliști italieni în Primul Război Mondial, care au combinat viziuni politice de stânga și de dreapta, dar gravitau spre dreapta la începutul anilor 1920. Ulterior, fascismul se va răspândi și în alte țări europene. Oamenii de știință consideră, în general, că fascismul este de extremă dreapta.
Fasciștii sprijină violența, războiul și militarismul, ca furnizor de transformare pozitivă în societate, de aducerea unui nou spirit, educație, insuflarea unei dorințe de a domina în caracterul oamenilor și crearea de camaraderie națională prin intermediul serviciului militar. Fasciștii văd violența și războiul ca acțiuni care creează regenerare, spirit și vitalitate națională.
Fascismul este anticomunist, antidemocratic, antiindividualist, antiliberal, antiparlamentar, anticonservator, antiburghez și antiproletar și în multe cazuri, anticapitalist. Fascismul respinge conceptele de egalitarism, materialism și raționalism în favoarea acțiunii, disciplinei, ierarhiei, spiritului și a voinței. În economie, fasciștii se opun liberalismului (ca o mișcare burgheză) și marxismului (ca o mișcare proletară) pentru că sunt mișcări economice exclusive bazate pe anumite clase. Fasciștii prezintă ideologia lor ca o mișcare din punct de vedere economic între clase, care promovează soluționarea conflictului dintre clasele economice în vederea asigurării solidarității naționale. Aceștia susțin o piață reglementată, multiclasă într-un sistem economic integrat național.
După Al Doilea Război Mondial, puține partide au avut curajul de a se descrie ca fasciste. În schimb, termenul a ajuns să fie folosit la modul peiorativ de către oponenții politici. Denumirea "neofascism" este în prezent folosită pentru a descrie partide politice de extremă dreaptă similare cu mișcările fasciste ale secolului 20.

## Definiții
Istoricii, experții politici și alți savanți au dezbătut mult timp natura exactă a fascismului. Istoricul Ian Kershaw a scris „a încerca să definești „fascismul” este ca și cum ai încerca să lipești jeleu pe perete”. Fiecare grup descris ca fascist are cel puțin câteva elemente unice. Potrivit multor savanți, fascismul – mai ales odată ajuns la putere – a atacat comunismul, conservatorismul și liberalismul parlamentar, atrăgând sprijin din partea extremei drepte.
Definiția lui Payne a fascismului se bazează pe trei concepte:
1. „Negații fasciste” – antiliberalism, anticomunism și anticonservatorism.
2. „Obiective fasciste” – crearea unei dictaturi naționaliste pentru a reglementa structura economică.
3. „Stil fascist” – o estetică politică a simbolismului romantic, mobilizării în masă, o viziune pozitivă asupra violenței și promovarea masculinității.

În cartea sa, How Fascism Works: The Politics of Us and Them, Jason Stanley a definit fascismul ca „un cult al liderului care promite restaurarea națională”. Stanley a spus că evenimentele globale recente din 2020, inclusiv pandemia de COVID-19 și incidentele rasiale din Statele Unite ale Americii din 2020-2022, i-au confirmat îngrijorarea cu privire la modul în care retorica fascistă apare în politica din întreaga lume. Istoricul John Lukacs susține totuși că nu există acest fascism generic. El susține că nazismul și comunismul sunt în esență manifestări ale populismului și că state precum Germania nazistă și Italia fascistă sunt diferite față de celălalt.

## Fascismul în România
Articol principal: Fascismul în România
Fascismul în România s-a declanșat la o scurtă vreme după Italia lui Mussolini (în anul 1929 sau, mai corect, fascismul a apărut în Italia încă din 1919, cu Alceste De Ambris și liderul mișcării futuriste Filippo Tommaso Marinetti, care au lansat „Manifestul fasciilor italiene de luptă”) și Germania Hitleristă (1933). 
Începând cu Partidul Național Creștin (la 14 iulie 1935) și până la arestarea Conducătorului Ion Antonescu la 23 August 1944 s-au perindat prin România o serie de partide politice fasciste mai mari și mai mici, precum:
Liga Apărării Național-Creștine, Partidul Național Creștin, Partidul Naționalist-Democrat,  Frontul Românesc, Liga Vlad Țepeș, Cruciada Românismului, Mișcarea Națională Fascistă, Mișcarea Națională Fascistă Italo-Română, Fascia Națională Română, Partidul Național-Socialist din România, Partidul Național Agrar și, cu o deosebită amploare, Mișcarea Legionară / Garda de Fier / Totul pentru Țară.
Istoria României menționează Guvernul Octavian Goga pentru antisemitismul extremist. Deși a condus țara puțin timp, acest guvern a adoptat o varietate de măsuri antisemite, care au dus la prăbușirea economică a României. Evreilor le-au fost închise afacerile, li s-a luat dreptul de a mai depune bani în bănci, de a intra în restaurante, de a avea un loc de muncă, interzicerea ziarelor evreiești și multe altele, culminând cu retragerea cetățeniei române la o treime din populația evreiască locală. România a fost a doua țară din lume care a luat această măsură după Germania, motiv pentru care Octavian Goga și partidul lui au fost considerați mai naziști decât nemții. Regele Carol al II-lea, pentru a ieși din impas, a demis guvernul Goga și a instaurat dictatura regală. 
Deși guvernul Goga-Cuza a fost eliminat, antisemitismul „gogacuzist” a fost preluat de către guvernele următoare. Patriarhul Miron Cristea, prim-ministru între 10 februarie 1938 și 6 martie 1939 (dată la care a murit) a continuat retragerea cetățeniei române la o treime din populația evreiască. Evreii erau atacați și maltratați pe stradă zilnic, de civili, de legionari, cât și de lăncieri (organizația paramilitară „gogacuzistă”).

## Istorie

### Context și rădăcini din secolul al XIX-lea
Georges Valois, fondatorul primului partid fascist non-italian, Faisceau, a susținut că rădăcinile fascismului provin din mișcarea iacobină de la sfârșitul secolului al XVIII-lea. Istoricul George Mosse a analizat în mod similar fascismul ca un moștenitor al ideologiei de masă și al religiei civile a Revoluției Franceze. Istoricii precum Irene Collins și Howard C Payne îl văd pe Napoleon al III-lea, care a condus un „stat polițienesc” și a suprimat mass-media, drept un precursor al fascismului.

### Primul Război Mondial și consecințele acestuia (1914–1929)
La izbucnirea Primului Război Mondial, în august 1914, stânga politică italiană a devenit sever divizată din cauza poziției sale față de război. Partidul Socialist Italian (PSI) s-a opus războiului, dar o serie de sindicaliști revoluționari italieni au susținut războiul împotriva Germaniei și Austro-Ungariei. Angelo Oliviero Olivetti a format un partid pro-intervenționist numit Fasurile Revoluționare ale Acțiunii Internaționale în octombrie 1914. După ce a fost exclus din funcția de redactor-șef al ziarului PSI Avanti! pentru atitudinea sa antigermană, Benito Mussolini s-a alăturat cauzei de a interveni într-un partid separat. Prima întâlnire a Fascurilor Acțiunii Revoluționare a avut loc la 24 ianuarie 1915 când Mussolini a declarat că este necesar ca Europa să-și rezolve problemele naționale – inclusiv granițele naționale ale Italiei. Încercările de a organiza adunări în masă nu au fost eficiente, iar organizația a fost asuprită în mod regulat de autoritățile guvernamentale și de socialiști.

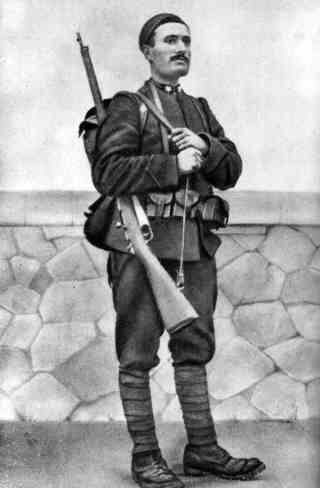
Benito Mussolini în 1917 ca soldat în Primul Război Mondial.

Idei politice similare au apărut în Germania după izbucnirea războiului. Sociologul german Johann Plenge a vorbit despre ascensiunea unui „socialism național” în Germania în cadrul a ceea ce el a numit „ideile din 1914”, fiind o declarație de război împotriva „ideilor din 1789” (Revoluția franceză).

### Impactul Primului Război Mondial
Fasciștii considerau Primul Război Mondial drept o schimbăre revoluționară în natura războiului, a societății, a statului și a tehnologiei, deoarece apariția războiului total și a mobilizării în masă au rupt distincția dintre civili și combatanți. Primul Război Mondial a dus la ascensiunea unui stat puternic capabil să mobilizeze milioane de oameni pentru a servi pe linia frontului sau pentru a oferi producție economică și logistică pentru a-i sprijini pe cei din linia frontului. Fasciștii considerau evoluțiile tehnologice ale armamentului și mobilizarea totală a populației de către stat în război drept simbolul începutului unei noi ere.

### Impactul revoluției bolșevice
Revoluția din octombrie 1917, în care comuniștii bolșevici conduși de Vladimir Lenin au preluat puterea în Rusia, a influențat foarte mult dezvoltarea fascismului. După Primul Război Mondial, fasciștii au făcut campanie pe agende antimarxiste. Oponenții liberali atât ai fascismului, cât și ai bolșevicilor susțin că există diverse asemănări între cei doi, inclusiv că ei credeau în necesitatea unei conduceri de avangardă.
În 1919, Mussolini și-a consolidat controlul asupra mișcării fasciste, cunoscută sub numele de Sansepolcrismo, odată cu înființarea Fascesului de luptă italian.

### Manifestul fascist și Carta de la Carnaro
În 1919, Alceste De Ambris și liderul mișcării futuriste Filippo Tommaso Marinetti au creat „Manifestul fasciculelor italiene de luptă”. Manifestul fascist a fost prezentat la 6 iunie 1919 în ziarul fascist Il Popolo d'Italia și a susținut crearea votului universal, inclusiv a votului feminin (cel din urmă fiind realizat doar parțial la sfârșitul anului 1925, cat și toate partidele de opoziție interzise sau desființate). Manifestul fascist a susținut crearea unei zile de muncă de opt ore pentru toți lucrătorii, un salariu minim, reprezentarea lucrătorilor în managementul industrial, cat și încredere egală în sindicate ca și în directorii din industrie. 
Următoarele evenimente care i-au influențat pe fasciștii din Italia au fost raidul la Fiume de către naționalistul italian Gabriele d'Annunzio și întemeierea Cartei de la Carnaro în 1920.

### De la populism la acomodații conservatoare
În 1920, greva muncitorilor industriali a atins apogeul în Italia, iar 1919 și 1920 au fost cunoscuți drept „Anul Roșu”.
Mussolini și fasciștii au profitat de situație aliându-se cu afacerile industriale și atacând muncitorii și țăranii în numele menținerii ordinii și păcii interne în Italia. Fasciștii și-au identificat principalii oponenți ca fiind majoritatea socialiștilor de stânga care s-au opus intervenției în Primul Război Mondial. Fasciștii și dreapta politică italiană au avut un teren comun: ambii au disprețuit marxismul, și au crezut în conducerea elitelor. Fasciștii au sprijinit campania antisocialistă prin aliarea cu celelalte partide într-un efort reciproc de a distruge Partidul Socialist Italian. Pentru a atrage conservatorii italieni, fascismul a adoptat politici precum promovarea valorilor familiei, inclusiv politici menite să reducă numărul de femei în forța de muncă. Fasciștii au interzis literatura despre controlul nașterilor și au crescut pedepsele pentru avort în 1926, declarându-le drept crime împotriva statului.

### Violența fascistă
Începând cu 1922, paramilitarii fasciști și-au escaladat strategia de la una de atacare a birourilor socialiste și a caselor personalităților de conducere socialiste, la una de ocupare violentă a orașelor. Fasciștii au întâmpinat puțină rezistență din partea autorităților și au început să preia mai multe orașe din nordul Italiei. Fasciștii au atacat sediul sindicatelor socialiste și catolice din Cremona și au impus italianizarea forțată asupra populației de limbă germană din Trento și Bolzano. După ce au ocupat aceste orașe, fasciștii și-au făcut planuri pentru a lua și Roma. La 24 octombrie 1922, Partidul Fascist și-a ținut congresul anual la Napoli, unde Mussolini a ordonat cămășilor negre să preia controlul asupra clădirilor publice și a trenurilor. Fasciștii au reușit să preia controlul asupra mai multor oficii poștale și trenuri din nordul Italiei, în timp ce guvernul italian, condus de o coaliție de stânga, a fost divizat intern și incapabil să răspundă avansurilor fasciste.

### Italia fascistă
Istoricul Stanley G. Payne a spus: „Fascismul în Italia a fost o dictatură în primul rând politică. Partidul fascist devenise aproape complet birocratizat și subordonat statului. Afacerile mari, industria și finanțele și-au păstrat o autonomie extinsă, în special în primii ani. De asemenea, forțele armate aveau o autonomie considerabilă. Miliția fascistă a fost pusă sub control militar. Sistemul judiciar a rămas în mare parte intact și, de asemenea, autonom. Nu s-a pus niciodată problema de a aduce Biserica sub o supunere generală. Regimul Mussolini nu a fost nici sângeros, nici represiv”.

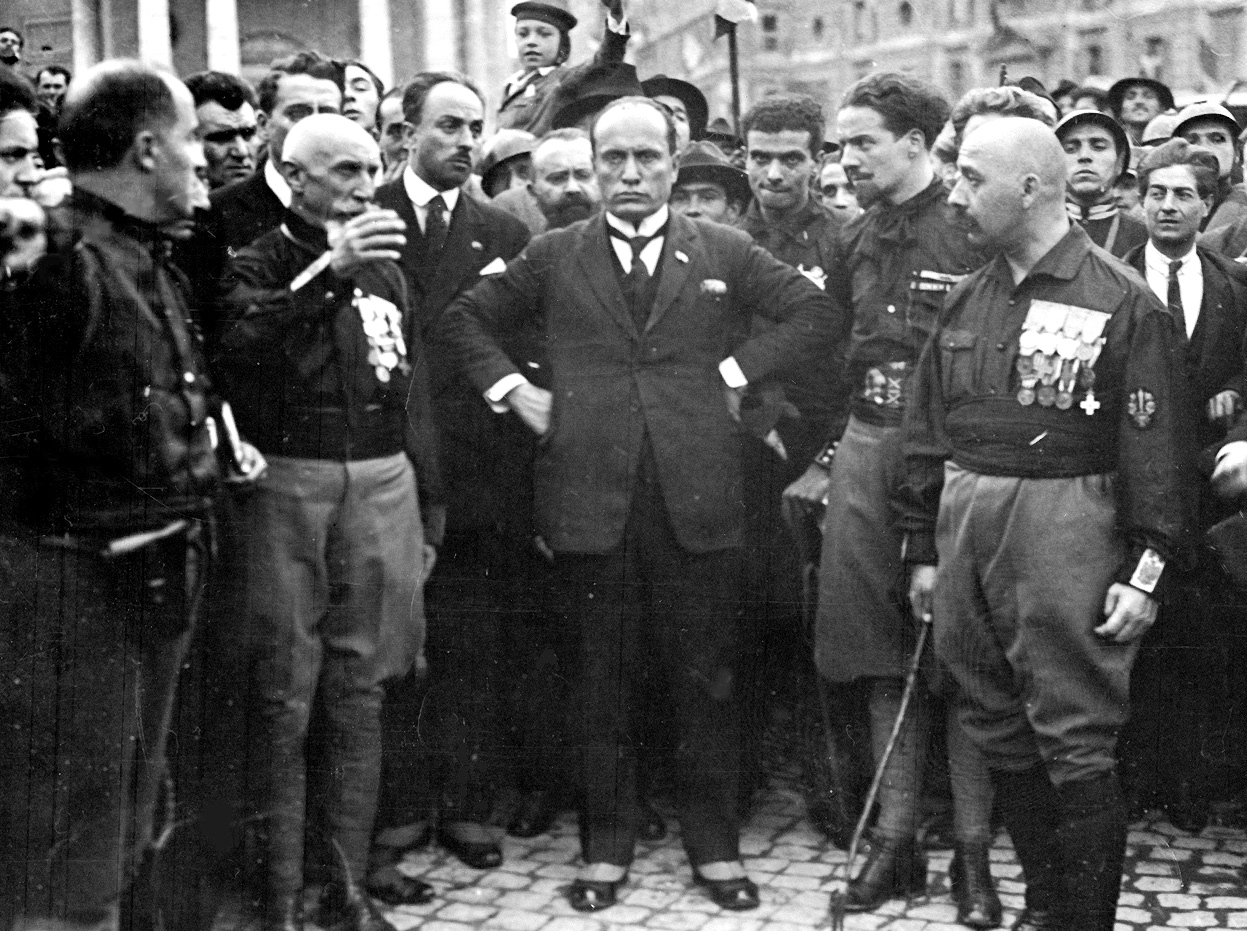
Benito Mussolini cu trei din cei patru patrumviri în timpul Marșului asupra Romei (de la stânga la dreapta: necunoscut, de Bono, Mussolini, Balbo și de Vecchi).

### Mussolini în putere
După ce a fost numit prim-ministru al Italiei, Mussolini a trebuit să formeze un guvern nou, deoarece fasciștii nu dețineau controlul asupra parlamentului italian. Guvernul de coaliție al lui Mussolini a urmat inițial politici liberale din punct de vedere economic sub conducerea ministrului de finanțe Alberto De Stefani, membru al Partidului de Centru, inclusiv echilibrarea bugetului prin reduceri ale funcției publice. Inițial, au avut loc puține schimbări drastice în politica guvernamentală, iar acțiunile agresive ale poliției au fost limitate. Fasciștii au început popularizarea fascismului în Italia cu Legea Acerbo, care a garantat o pluralitate de locuri în parlament oricărei liste de partid care a primit 25% sau mai mult din voturi. Prin violență și intimidare considerabilă, lista a câștigat majoritatea voturilor, permițând multor locuri să revină fasciștilor. În urma alegerilor, a izbucnit o criză și un scandal politic după ce deputatul Partidului Socialist Giacomo Matteotti a fost răpit și ucis de un fascist.

### Biserica Catolică
În 1929, regimul fascist a câștigat pentru scurt timp ceea ce a fost de fapt o binecuvântare a Bisericii Catolice, după ce regimul a semnat un concordat cu Biserica, cunoscut sub numele de Tratatul de la Lateran. Până la sfârșitul anilor 1930, Mussolini a devenit mai vocal, denunțând în mod repetat Biserica Catolică și discutând modalități de detronare a Papei. El a luat poziția potrivit căreia „papatul era o tumoare pentru corpul Italiei și trebuia înlăturat odată pentru totdeauna”, pentru că nu era loc în Roma atât pentru Papa, cât și pentru el însuși”. În cartea ei din 1974, văduva lui Mussolini, Rachele, a declarat că soțul ei a fost întotdeauna ateu până aproape de sfârșitul vieții, scriind că soțul ei a fost „practic nereligios până în ultimii ani ai vieții sale”.
Naziștii din Germania au folosit politici asemănătoare.

### Sistemul economic corporatist
Regimul fascist a creat un sistem economic corporatist în 1925 în care patronatul italian și sindicatele fasciste au stabilit să se recunoască reciproc ca unici reprezentanți ai angajatorilor și angajaților Italiei. Regimul fascist a creat pentru prima dată un Minister al Corporațiilor care a organizat economia italiană în 22 de corporații sectoriale, a interzis grevele și, în 1927, a creat Carta Muncii, care a stabilit drepturile și obligațiile muncitorilor. În practică, corporațiile sectoriale nu erau independente și erau în mare măsură controlate de regim, iar organizațiile angajaților erau rareori conduse de angajați, fiind de fapt conduse de membri numiți de partid fascist.

### Politică externă agresivă
În anii 1920, Italia fascistă a urmat o politică externă agresivă care a inclus un atac asupra insulei grecești Corfu, ambiții de a extinde teritoriul italian în Balcani, căt și planuri de a duce război împotriva Turciei și Iugoslaviei. Ca răspuns la revolta din colonia italiană Libia, Italia fascistă a abandonat politica colonială anterioară din epoca liberală de cooperare cu liderii locali.

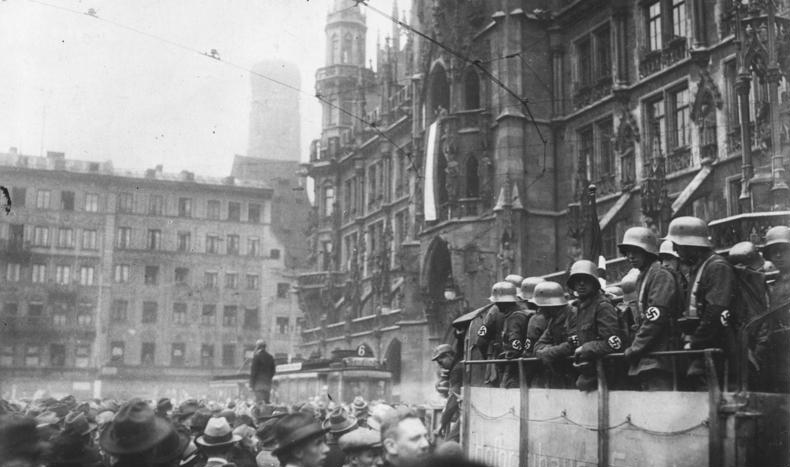
Naziști în München.

### Hitler adoptă modelul italian
Marșul asupra Romei a atras atenția fascismului internațional. Unul dintre primii admiratori ale fasciștilor italieni a fost Adolf Hitler, care la mai puțin de o lună de la Marș a început să se modeleze pe el însuși și pe Partidul Nazist după Mussolini și pe fasciști.

### Impactul internațional al Marii Depresiuni și pregătirea celui de-Al Doilea Război Mondial
Condițiile de dificultăți economice cauzate de Marea Depresiune au dus la o creștere internațională a tulburărilor sociale. Potrivit istoricului Philip Morgan, „debutul Marii Depresiuni... a fost cea mai mare răspândire și extindere a fascismului în afara Italiei”. Propaganda fascistă a pus pe seama minorităților și țapilor ispășitori problemele lungii depresii din anii 1930: internaționalismul de stânga și prezența imigranților.

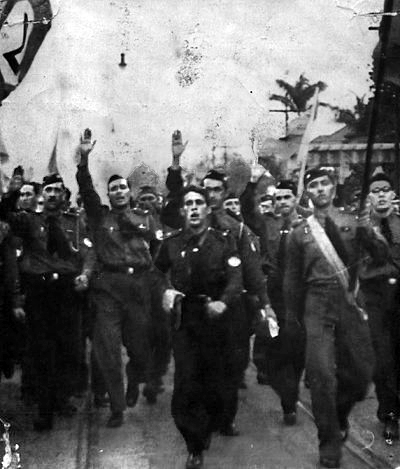
Integraliștii care marșează în Brazilia.

În Germania, a contribuit la ascensiunea Partidului Nazist, care a dus la dispariția Republicii Weimar și la instaurarea regimului fascist, Germania nazistă, sub conducerea lui Adolf Hitler. Odată cu ascensiunea lui Hitler și a naziștilor la putere în 1933, democrația liberală a fost dizolvată în Germania, iar naziștii au mobilizat țara pentru război, cu scopuri teritoriale expansioniste împotriva mai multor țări. În anii 1930, naziștii au implementat legi rasiale care au discriminat, au privat de drepturi și au persecutat evreii și alte grupuri rasiale și minoritare.
Mișcările fasciste au crescut în forță și în alte părți ale Europei. Fascistul maghiar Gyula Gömbös a urcat la putere ca prim-ministru al Ungariei în 1932 și a încercat să-și întărească Partidul Unității Naționale în întreaga țară. El a creat o zi de lucru de opt ore și o săptămână de lucru de patruzeci și opt de ore în industrie. De asemenea, a căutat să întărească o economie corporativistă. Mișcarea fascistă Garda de Fier din România a crescut în sprijinul politic după 1933, câștigând reprezentare în guvernul României, iar un membru al Gărzii de Fier l-a asasinat pe premierul român I.G. Duca. Garda de Fier a fost singura mișcare fascistă din afara Germaniei și Italiei care a ajuns la putere fără asistență externă. În timpul crizei din 6 februarie 1934, Franța s-a confruntat cu cele mai mari tulburări politice interne, când mișcarea fascistă franchistă și multiplele mișcări de extremă dreapta s-au revoltat în masă la Paris împotriva guvernului francez, ducând la violențe politice majore. O varietate de guverne parafasciste care au împrumutat elemente din fascism s-au format în timpul Marii Depresiuni, inclusiv cele din Grecia, Lituania, Polonia și Iugoslavia. 
În America, integriștii brazilieni conduși de Plínio Salgado au revendicat până la 200.000 de membri, deși, în urma tentativelor de lovitură de stat, s-a confruntat cu o represiune din partea Estado Novo al lui Getúlio Vargas în 1937. În Peru, Uniunea Revoluționară Fascistă a fost un partid politic fascist care a fost la putere între 1931 și 1933. În anii 1930, Mișcarea Național Socialistă din Chile a câștigat locuri în parlamentul Chile și a încercat o lovitură de stat care a dus la masacrul de la Seguro Obrero din 1938.
În timpul Marii Depresiuni, Mussolini a promovat intervenția activă a statului în economie. Italia fascistă a creat Institutul pentru Reconstrucție Industrială (IRI), o firmă gigantică de stat care a furnizat finanțare de la stat întreprinderilor private în faliment. IRI a devenit o instituție permanentă în Italia fascistă în 1937, a urmat politici fasciste și a avut puterea de a prelua firme private pentru a maximiza producția de război. În timp ce regimul lui Hitler a naționalizat doar 500 de companii din industrii cheie până la începutul anilor 1940, Mussolini a declarat în 1934 că „trei sferturi din economia italiană, industrială și agricolă, este în mâinile statului”. Datorită crizei mondiale, guvernul lui Mussolini a reușit să preia majoritatea celor mai mari bănci în faliment din Italia, care dețineau controlul în multe afaceri italiene.

### Al Doilea Război Mondial (1939–1945)

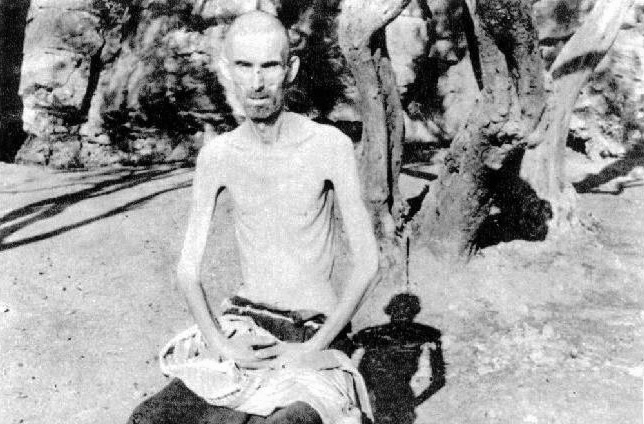
Deținut slăbit în lagărul de concentrare italian Rab.

În Italia Fascistă și Germania Nazistă, atât Mussolini, cât și Hitler au urmărit agende de politică externă expansionistă teritorială din anii 1930 până în anii 1940. Mussolini a cerut revendicarea pretențiilor italiene, stabilind dominația italiană asupra Marii Mediterane și asigurând accesul Italiei la Oceanul Atlantic. Hitler a cerut ca pretențiile germane să fie revendicate odată cu crearea Lebensraum („spațiul vital”) german în Europa de Est, inclusiv teritoriile deținute de Uniunea sovietică, care vor fi colonizate de germani.
Din 1935 până în 1939, Germania și Italia și-au escaladat cererile de revendicări teritoriale și de o mai mare influență în afacerile mondiale. Italia a invadat Etiopia în 1935, rezultând condamnarea acesteia de către Liga Națiunilor și izolarea sa diplomatică pe scară largă. În 1936, Germania a remilitarizat Renania industrială, o regiune care fusese demilitarizată prin Tratatul de la Versailles. În 1938, Germania a anexat Austria, iar Italia a ajutat Germania în rezolvarea crizei diplomatice dintre Germania versus Marea Britanie și Franța privind pretențiile asupra Cehoslovaciei prin aranjarea Acordului de la München. Aceste speranțe s-au stins când Cehoslovacia a fost dizolvată prin proclamarea statului client german Slovacia. În același timp, din 1938 până în 1939, Italia cerea concesii teritoriale și coloniale de la Franța și Marea Britanie. În 1939, Germania s-a pregătit pentru război cu Polonia, dar a încercat să obțină concesii teritoriale de la Polonia prin mijloace diplomatice. Guvernul polonez nu a avut încredere în promisiunile lui Hitler și a refuzat să accepte cererile Germaniei. Invazia Poloniei de către Germania a fost considerată inacceptabilă de Marea Britanie, Franța și aliații lor, ducând la declararea lor reciprocă de război împotriva Germaniei, care a fost considerată agresor în războiul din Polonia, ducând la izbucnirea celui de-Al Doilea Război Mondial. În 1940, Mussolini a condus Italia în Al Doilea 

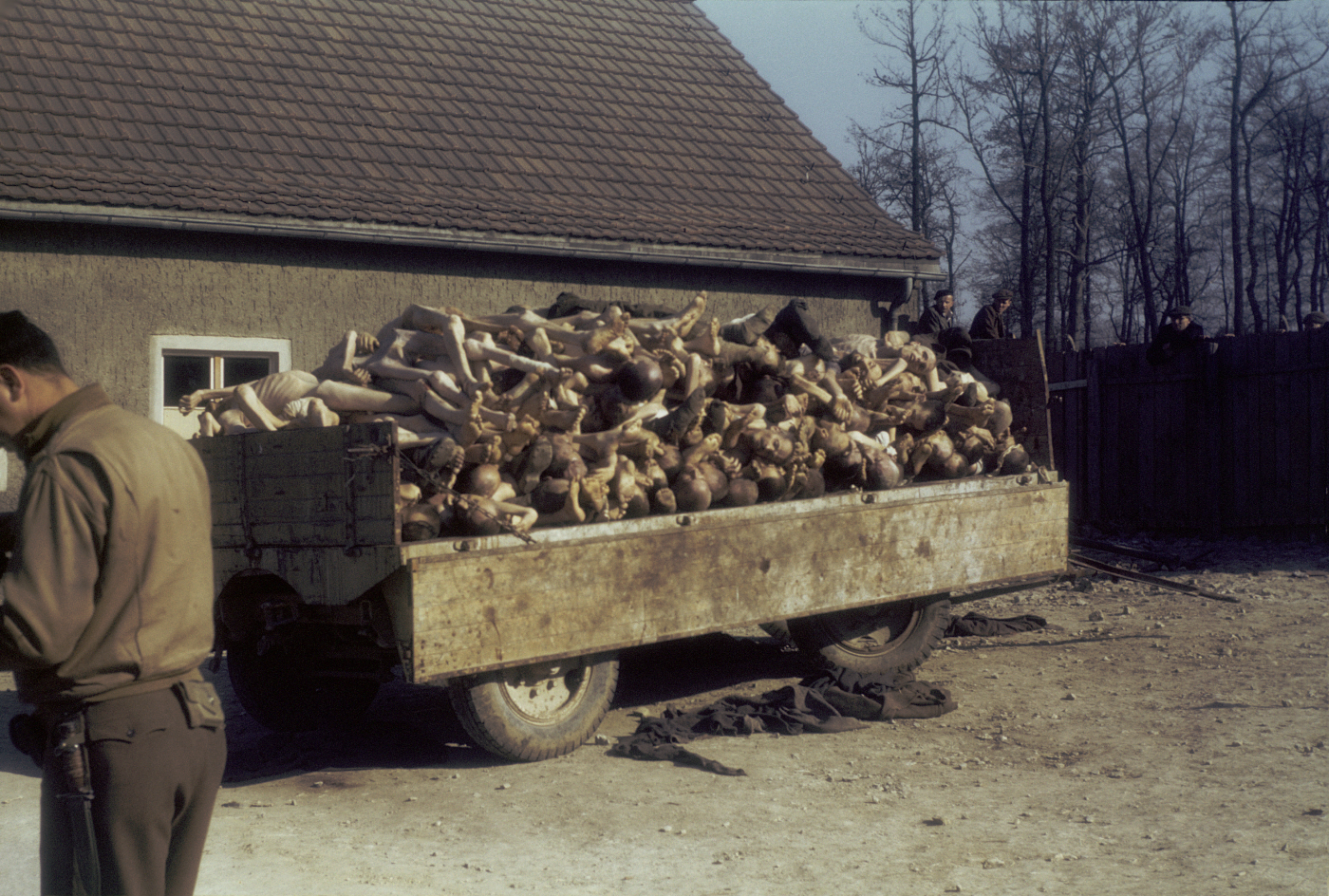
Cadavrele victimelor lagărului de concentrare german Buchenwald.

Război Mondial de partea Axei. Mussolini era conștient de faptul că Italia nu avea capacitatea militară de a duce un război lung cu Franța sau Regatul Unit și a așteptat până când Franța va fi pe punctul de a se prăbuși și a se preda din cauza invaziei germane înainte de a declara război Franței și Regatului Unit pe 10 iunie 1940. Mussolini credea că, după o scurtă intrare a Italiei în război cu Franța, urmată de iminenta capitulare a Franței, Italia ar putea obține unele concesii teritoriale de la Franța și apoi își poate concentra forțele pe o ofensivă majoră în Egipt, unde forțele britanice erau depășite numeric de forțele italiene. Planurile Germaniei de a invada Regatul Unit în 1940 au eșuat după ce Germania a pierdut campania de război aerian în Bătălia Marii Britanii. În 1941, campania Axei s-a extins în Uniunea Sovietica după ce Hitler a lansat Operațiunea Barbarossa. Forțele axei la apogeul puterii lor controlau aproape toată Europa continentală. Războiul s-a prelungit – contrar planurilor lui Mussolini – rezultând ca Italia să piardă bătălii pe mai multe fronturi și să necesite asistență germană. În timpul celui de-Al Doilea Război Mondial, Puterile Axei din Europa conduse de Germania nazistă au participat la exterminarea a milioane de polonezi, evrei, țigani și alții în genocidul cunoscut sub numele de Holocaust. După 1942, forțele Axei au început să cadă. În 1943, după ce Italia s-a coMussolininfruntat cu multiple eșecuri militare, încrederea completă și subordonarea Italiei față de Germania, invazia Aliaților a Italiei și umilirea internațională, a fost înlăturat din funcția de șef al guvernului și arestat la ordinul regelui Victor Emmanuel al III-lea. Mussolini a fost salvat de la arest de către forțele germane și a condus statul client german, Republica Socială Italiană, între 1943 și 1945. Germania nazistă s-a confruntat cu mai multe pierderi și cu ofensive sovietice și aliate din 1943 până în 1945. La 28 aprilie 1945, Mussolini a fost capturat și executat de partizanii comuniști italieni. La 30 aprilie 1945, Hitler s-a sinucis. La scurt timp după aceea, Germania s-a predat, iar regimul nazist a fost demontat sistematic de puterile aliate ocupante.

### După Al Doilea Război Mondial (1945–2008)
Victoria Aliaților asupra puterilor Axei în Al Doilea Război Mondial a dus la prăbușirea multor regimuri fasciste din Europa. Procesele de la Nürnberg au condamnat mai mulți lideri naziști pentru crime împotriva umanității care implică Holocaustul. Au rămas însă mai multe mișcări și guverne care erau legate ideologic de fascism.
Statul falangist cu partid unic al lui Francisco Franco din Spania a fost oficial neutru în timpul celui de-Al Doilea Război Mondial și a supraviețuit prăbușirii Puterilor Axei. Ascensiunea lui Franco la putere fusese asistată direct de armatele Italiei fasciste și ale Germaniei naziste în timpul Războiului Civil Spaniol, iar Franco trimisese voluntari să lupte de partea Germaniei naziste împotriva Uniunii Sovietice în timpul celui de-Al Doilea Război Mondial
Primii ani au fost caracterizați de o represiune împotriva ideologiilor antifasciste, cenzură profundă și suprimarea instituțiilor democratice. După Al Doilea Război Mondial și o perioadă de izolare internațională, regimul lui Franco a normalizat relațiile cu puterile occidentale în timpul Războiului Rece, până la moartea lui Franco în 1975 și transformarea Spaniei într-o democrație liberală.
Istoricul Robert Paxton observă că una dintre principalele probleme în definirea fascismului este că acesta a fost imitat pe scară largă. Paxton spune: „În perioada de glorie a fascismului, în anii 1930, multe regimuri care nu erau fasciste din punct de vedere funcțional au împrumutat elemente de decor fascist pentru a părea o forță''. Acesta continuă observând că Salazar „a distrus fascismul portughez după ce a copiat unele dintre tehnicile sale de mobilizare populară”.
În Argentina, peronismul, asociat cu regimul lui Juan Perón din 1946 până în 1955 și 1973 până în 1974, a fost influențat de fascism. Între 1939 și 1941, înainte de ascensiunea sa la putere, Perón dezvoltase o profundă admirație pentru fascismul italian

### Fascismul contemporan (2008-prezent)

#### Grecia
După declanșarea Marii Recesiuni și a crizei economice din Grecia, o mișcare cunoscută sub numele de Zorii de Aur, considerată pe scară largă un partid neo-nazist, a crescut în sprijin și a câștigat locuri în parlamentul Greciei. În 2013, după uciderea unui muzician antifascist de către o persoană cu legături cu Zorii de Aur, guvernul grec a ordonat arestarea liderului acestora, Nikolaos Michaloliakos, și a altor membri sub acuzații legate de asociere cu organizația criminala. La 7 octombrie 2020, Curtea de Apel din Atena a anunțat verdicte pentru 68 de inculpați, inclusiv conducerea politică a partidului. Nikolaos Michaloliakos și alți șase membri importanți și foști parlamentari au fost găsiți vinovați.

#### Rusia post-sovietică
Marlene Laruelle, un politolog francez, susține în „Este Rusia fascistă?" că acuzația de „fascist” a evoluat într-o narațiune strategică a ordinii mondiale existente. Laruelle discută baza și semnificația acuzațiilor de fascism în Rusia printr-o analiză a situației interne din Rusia și a justificărilor de politică externă ale Kremlinului; ea ajunge la concluzia că eforturile Rusiei de a marca oponenții săi drept fasciști reprezintă în cele din urmă o încercare de a determina viitorul Rusiei în Europa ca forță antifascistă, influențată de rolul său în lupta împotriva fascismului în cel de-al Doilea Război Mondial.
Potrivit lui Alexander J. Motyl, istoric și om de știință politic american, fascismul rus are următoarele caracteristici:
- Un sistem politic nedemocratic, diferit atât de autoritarismul tradițional, cât și de totalitarism;
- Statism și hipernaționalism;
- Un cult al liderului suprem (accent pe curajul și priceperea sa fizică);
- Sprijin popular pentru regim și liderul acestuia.

Istoricul Yale Timothy Snyder a declarat că „regimul lui Putin este centrul mondial al fascismului” și a scris un articol intitulat „We Should Say It: Russia Is Fascist”. Istoricul de la Oxford Roger Griffin a comparat Rusia lui Putin cu Imperiul Japoniei din perioada celui de-al Doilea Război Mondial, spunând că, la fel ca Rusia lui Putin, „a emulat fascismul în multe feluri, dar nu a fost fascist”.

## Spania sub dictatura lui Francisco Franco
Spania francoistă a fost perioada istorică a Spaniei dintre 1939 si 1975, când Francisco Franco a condus Spania dupa războiul civil spaniol. După moartea sa în 1975, Spania a trecut la democrație. În această perioadă, Spania a fost cunoscută oficial drept Statul Spaniol.
Natura regimului a evoluat și s-a schimbat pe parcursul existenței sale. La câteva luni după începerea Războiului Civil Spaniol în iulie 1936, Franco a apărut ca lider militar rebel și a fost proclamat șef de stat la 1 octombrie 1936. Decretul de unificare din 1937, care a fuzionat toate partidele care susțin partea rebelă, a condus ca Spania naționalistă să devină un regim de partid unic. Sfârșitul războiului din 1939 a adus extinderea stăpânirii lui Franco la întreaga țară cat și la exilul instituțiilor republicane. Dictatura francoistă a luat inițial o formă descrisă ca „dictatură fascistă” sau „regim semifascist”. Odată cu trecerea timpului, regimul s-a deschis și s-a apropiat de dictaturile de dezvoltare, deși a păstrat întotdeauna practicile fasciste.
În timpul celui de-al Doilea Război Mondial, Spania, devastată de război nu s-a alăturat puterilor Axei (susținătorii săi din războiul civil, Italia și Germania), ci le-a susținut în diferite moduri, menținându-și neutralitatea ca politică oficială. Din această cauză, Spania a fost izolată de multe alte țări timp de aproape un deceniu după cel de-Al Doilea Război Mondial, în timp ce economia incerca să revină după războiul civil. Legea succesorală din 1947 a făcut din Spania un regat de drept, dar l-a numit pe Franco drept șef de stat pe viață, cu puterea de a alege persoana care să devină rege al Spaniei și succesorul său. 

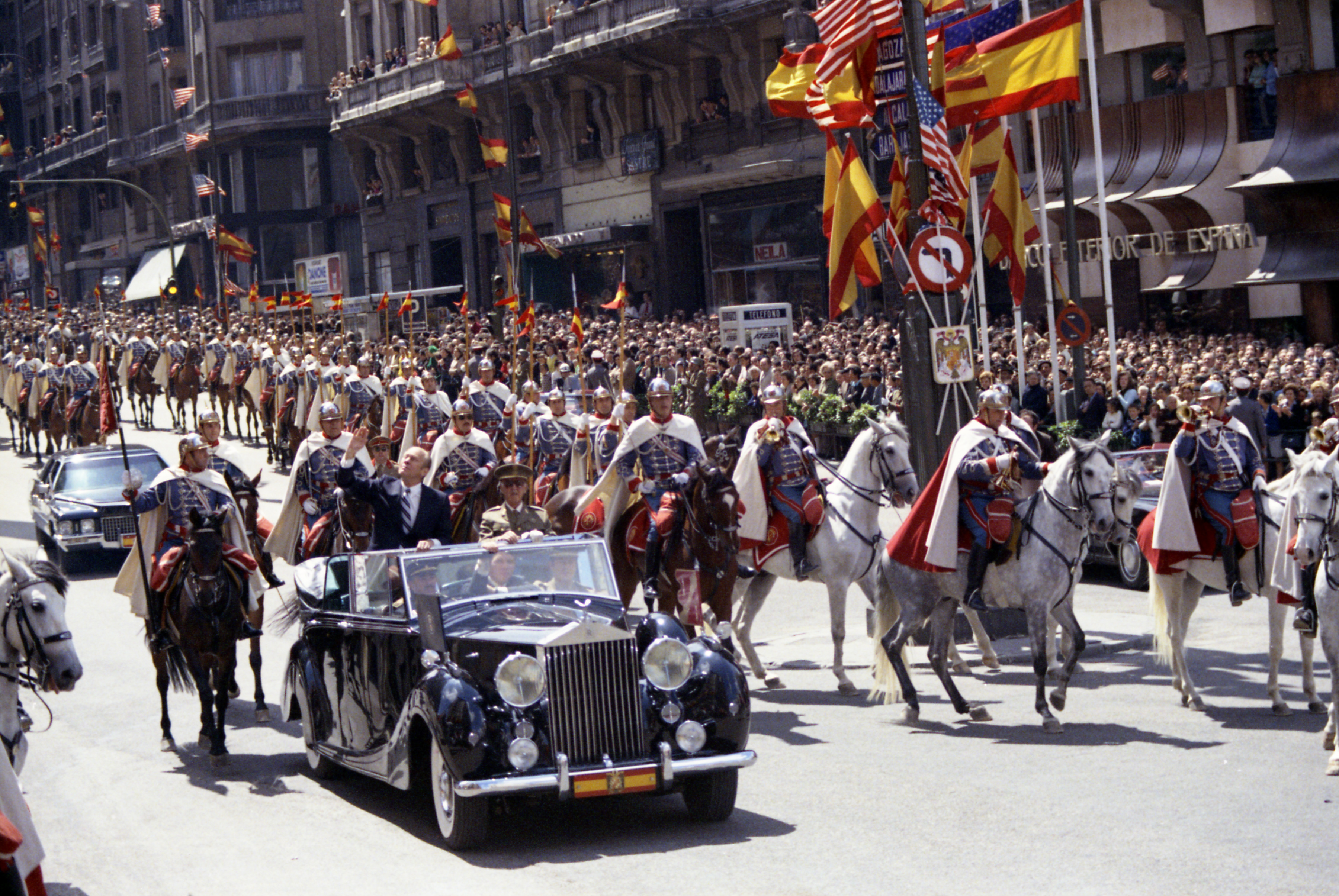
Franco și președintele american Gerald Ford într-o paradă ceremonială la Madrid, 1975

Reformele au fost implementate în anii 1950, iar Spania a abandonat autarhia, reatribuind autoritatea economică din mișcarea falangistă, care fusese predispusă la izolaționism, unei noi rase de economiști, tehnocrații Opus Dei. Acest lucru a dus la o creștere economică masivă care a durat până la mijlocul anilor 1970, cunoscută sub numele de „miracolul spaniol”. În anii 1950, regimul s-a schimbat de la a fi deschis totalitar și a folosit o represiune severă la un sistem autoritar. Ca urmare a acestor reforme, Spaniei i s-a permis să adere la Națiunile Unite în 1955, iar în timpul Războiului Rece Franco a fost una dintre cele mai importante figuri anticomuniste ale Europei: regimul său a fost sprijinit de puterile occidentale, în special de Statele Unite. Franco a murit în 1975, la vârsta de 82 de ani. El a restabilit monarhia înainte de moartea sa și l-a numit succesor pe regele Juan Carlos I, care va conduce tranziția spaniolă la democrație.

### Guvern
După victoria lui Franco în 1939, Falange a fost declarat singurul partid politic sancționat legal din Spania și s-a afirmat ca principala componentă a Mișcării Naționale. Pe hartie, Franco guverna cu mai multă putere decat orice lider dinainte sau de după acesta. El nu avea nici măcar obligația de a se consulta cu cabinetul, pentru majoritatea legislației. Potrivit istoricului Stanley G. Payne, Franco avea mai multă putere decât dețineau Adolf Hitler sau Iosif Stalin la apogeul puterii lor. Payne a afirmat că Hitler și Stalin au menținut parlamentele pe post de „cameră de înregistrare”, în timp ce Franco a renunțat chiar și la această formalitate în primii ani de dominație. Potrivit lui Payne, lipsa unui parlament, chiar și pe post de „cameră de înregistrare” a făcut din guvernul lui Franco „cel mai arbitrar din lume”. Consiliul Național al Mișcării, format din 100 de membri, a slujit drept legislativ improvizat până la adoptarea legii organice din 1942.
Legea organică declara guvernul responsabil în ultimă instanță pentru adoptarea tuturor legilor, definind în același timp Cortes ca un organism pur consultativ ales fără vot direct sau universal. Cortes nu avea putere asupra cheltuielilor guvernamentale, iar guvernul nu era responsabil pentru aceasta; miniștrii erau numiți și demiși numai de Franco, în calitatea lui de șef al statului și guvernului. Legea Referendumului Național, adoptată în 1945, a aprobat ca toate „legile fundamentale” să fie aprobate printr-un referendum popular, în care doar capii familiei puteau vota. Consiliile locale municipale au fost numite în mod similar de către șefii de familie în timp ce primarii au fost numiți de guvern. A fost astfel una dintre cele mai centralizate țări din Europa și cea mai centralizată din Europa de Vest după căderea Portugaliei în Revoluția Garoafelor. 
Legea referendumului a fost folosită de două ori în timpul domniei lui Franco — în 1947, când un referendum a reînviat monarhia spaniolă, Franco avand drept unic în a-și numi succesorul; iar în 1966, a avut loc un alt referendum pentru aprobarea unei noi legi care limitează și definește clar puterile lui Franco, numind totodata în mod oficial funcția modernă de prim-ministru al Spaniei. Amânând problema republicii versus monarhie în dictatura sa de 36 de ani și refuzând să urce pe tron în 1947, Franco a încercat să nu-i antagonizeze nici pe carlistii monarhici și nici pe „cămășile vechi” republicane. De asemenea, acesta a ignorat pretenția la tron a infantului Juan, contele de Barcelona, fiul ultimului rege, Alfonso al XIII-lea, care s-a declarat singur moștenitor; Franco l-a găsit prea liberal. În 1961, Franco i-a oferit tronul lui Otto von Habsburg, dar a fost refuzat și în cele din urmă a urmat recomandarea lui Otto, selectându-l în 1969 pe tânărul Juan Carlos de Bourbon, fiul Infantelui Juan, ca moștenitor desemnat oficial la tron, la scurt timp după împlinirea a 30 de ani ( vârsta minimă cerută de Legea succesorală). 

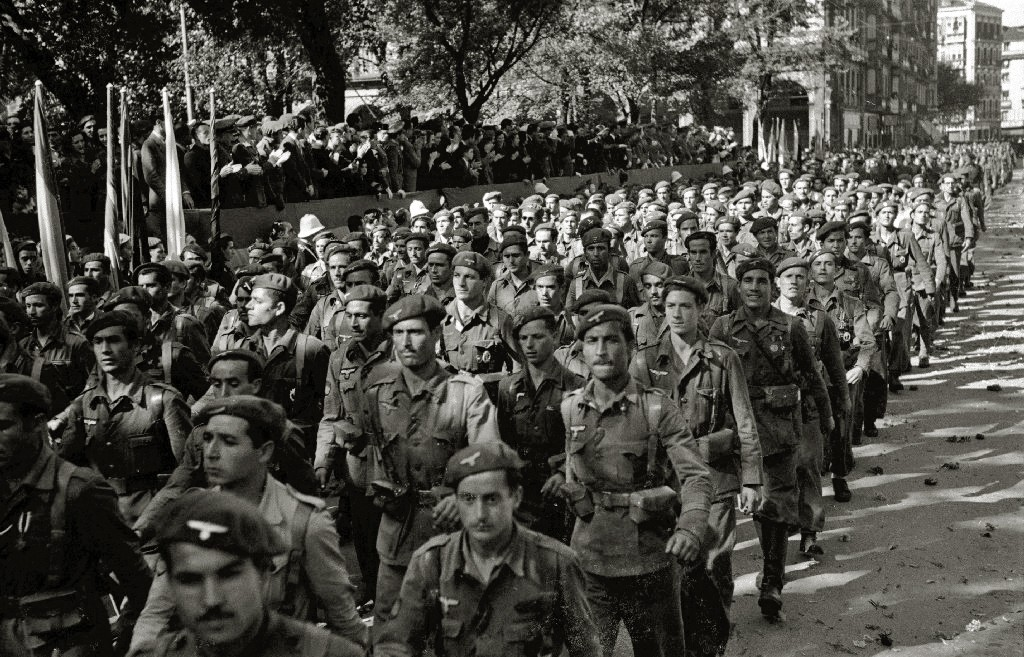
Armata în San Sebastián, 1942

În 1973, din cauza bătrâneții, Franco a demisionat din funcția de prim-ministru și l-a numit pe amiralul Luis Carrero Blanco în această funcție, dar a rămas în calitate de șef al statului și comandant șef al armatei. Carrero Blanco a fost asasinat în același an, iar Carlos Arias Navarro a devenit noul prim-ministru al țării.

### Forțele Armate
În primul an de pace, Franco a redus dramatic dimensiunea armatei spaniole - de la aproape un milion la sfârșitul Războiului Civil la 250.000 la începutul anului 1940, majoritatea soldaților fiind recrutați pe doi ani. Preocupările legate de situația internațională, posibila intrare a Spaniei în al Doilea Război Mondial și amenințările cu o invazie l-au determinat să anuleze unele dintre aceste reduceri. În noiembrie 1942, odată ocupația germană a Franței aducând ostilitățile aproape de granița Spaniei, Franco a ordonat o mobilizare parțială, ducând armata la peste 750.000 de oameni. Forțele Aeriene și Marina au crescut la 35.000 de aviatori și 25.000 de marinari până în 1945. Armata a menținut număr de aproximativ 400.000 de oameni până la sfârșitul celui de-al doilea război mondial.

### Imperiul colonial și decolonizarea
Spania a încercat să păstreze controlul asupra ultimelor rămășițe ale imperiului său colonial pe tot parcursul domniei lui Franco. În timpul Războiului din Algeria (1954-1962), Madrid a devenit baza grupării armatei franceze de dreapta care a căutat să păstreze Algeria franceză.
În 1968, sub presiunea Națiunilor Unite, Franco a acordat coloniei Spaniei din Guineea Ecuatorială independența sa, iar anul următor a cedat Marocului exclava Ifni. Sub Franco, Spania a desfășurat și o campanie pentru a câștiga suveranitatea teritoriului britanic Gibraltar și și-a închis granița în 1969. Granița nu va fi redeschisă complet până în 1985.

## Francoism
Inițial, regimul era numit „stat totalitar”. După înfrângerea fascismului în cel de-Al Doilea Război Mondial, „democrația organică” a fost noul nume pe care regimul l-a adoptat pentru sine. Alte definiții ulterioare includ „regim autoritar” sau „dictatură constituentă sau de dezvoltare”, aceasta din urmă având sprijin interior din interiorul regimului.
În timp ce regimul a evoluat odată cu istoria sa prelungită, esența sa primitivă a rămas, susținută de concentrarea legală a tuturor puterilor într-o singură persoană, Francisco Franco. Punctele consecvente ale francismului au inclus mai ales autoritarismul, anticomunismul, naționalismul spaniol, național-catolicismul, monarhismul, semifascismul, militarismul.

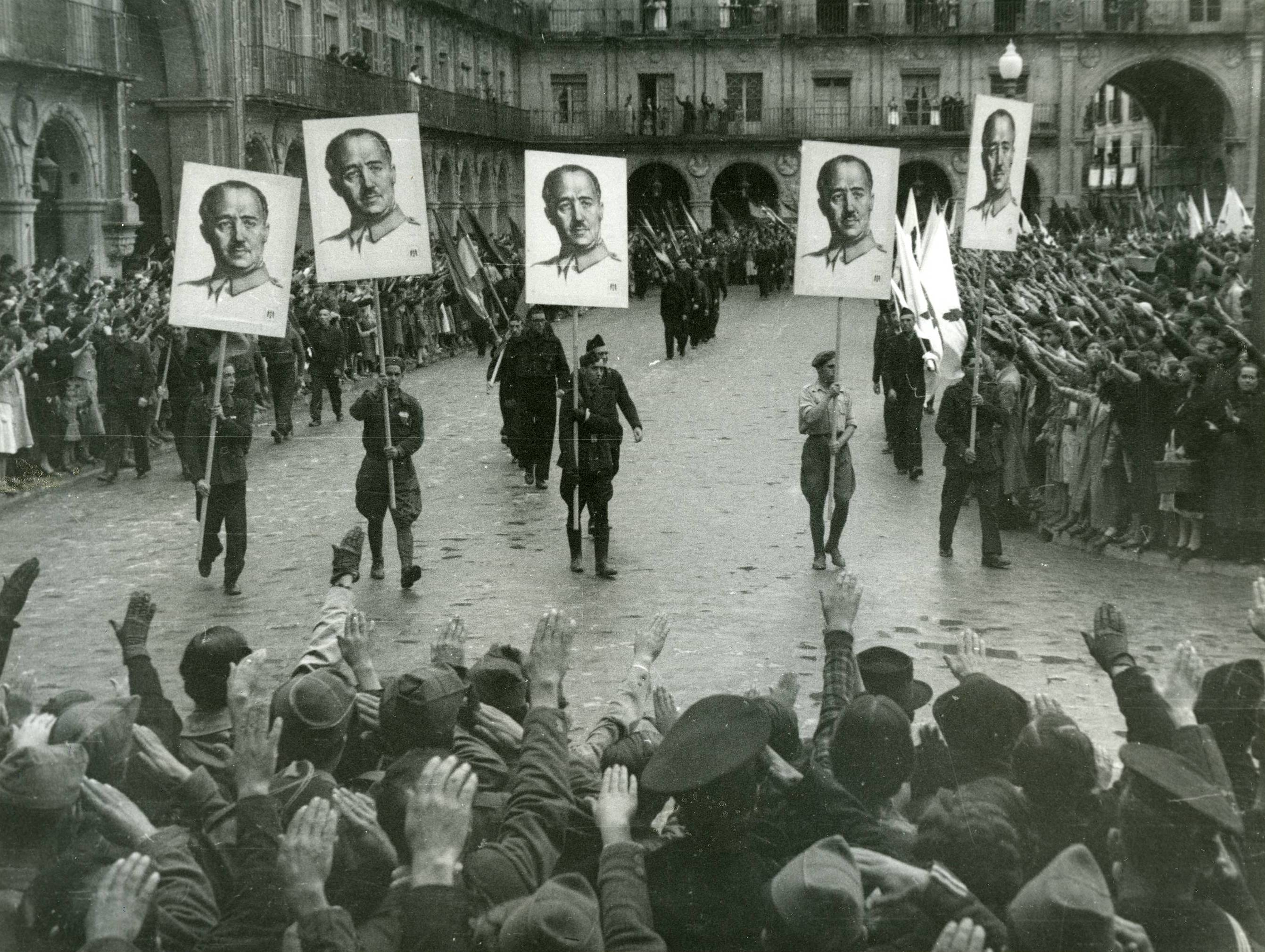
Manifestație francoista la Salamanca în 1937

### Naționalismul spaniol

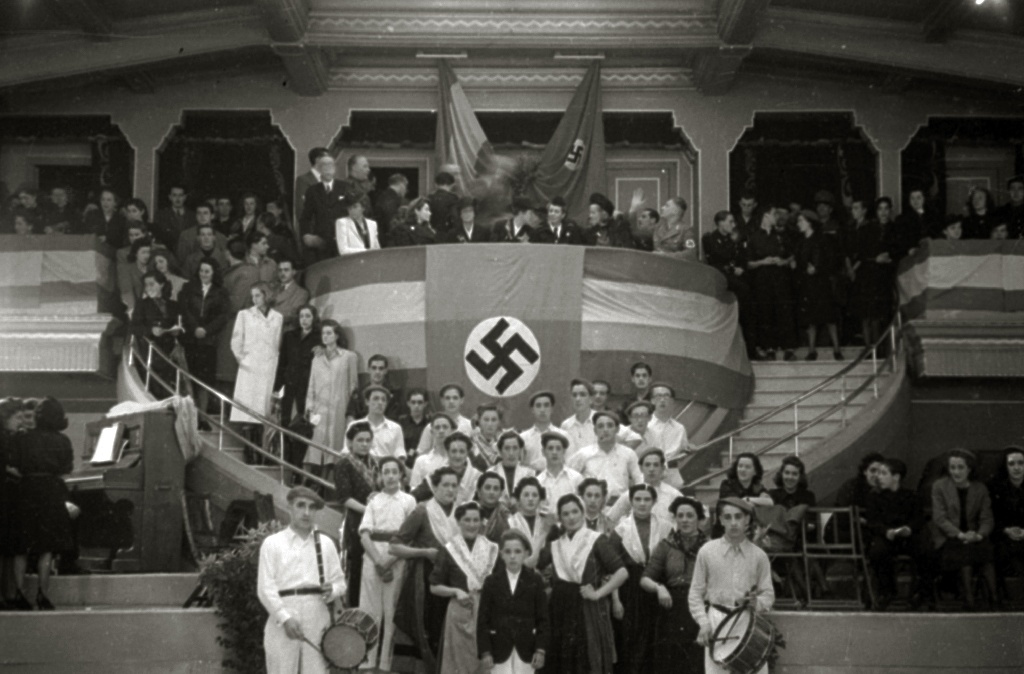
Sărbătoare falangistă în 1941

Naționalismul spaniol al lui Franco a promovat o identitate națională unitară centrată pe castilia prin reprimarea diversității culturale a Spaniei. Luptele cu tauri și flamenco au fost promovate ca tradiții naționale, în timp ce alte tradiții care nu erau considerate spaniole au fost suprimate. Toate activitățile culturale au fost supuse cenzurii și multe au fost interzise în întregime. Această politică culturală s-a relaxat de-a lungul timpului, mai ales la sfârșitul anilor 1960 și începutul anilor 1970.
Franco a fost reticent în a pune în aplicare orice formă de descentralizare administrativă și legislativă și a păstrat o formă de guvernare complet centralizată. Aceste structuri au fost copiate după statul francez centralizat. Ca urmare a acestui tip de guvernare, atenția și inițiativele guvernamentale au fost neregulate și adesea au depins mai mult de bunăvoința reprezentanților guvernamentali decât de nevoile regionale. Astfel, inegalitățile în sistemul educațional, îngrijirea medicală dintre regiuni au fost evidente: regiunile istorice bogate precum Madrid, Catalonia sau Țara Bascilor s-au descurcat mult mai bine decât altele precum Extremadura, Galicia sau Andaluzia.
Franco a eliminat autonomia acordată de a doua republică spaniolă regiunilor și a desființat privilegiile fiscale în două din cele trei provincii basce: Guipúzcoa și Biscaia, care au fost clasificate oficial drept „regiuni trădătoare”.

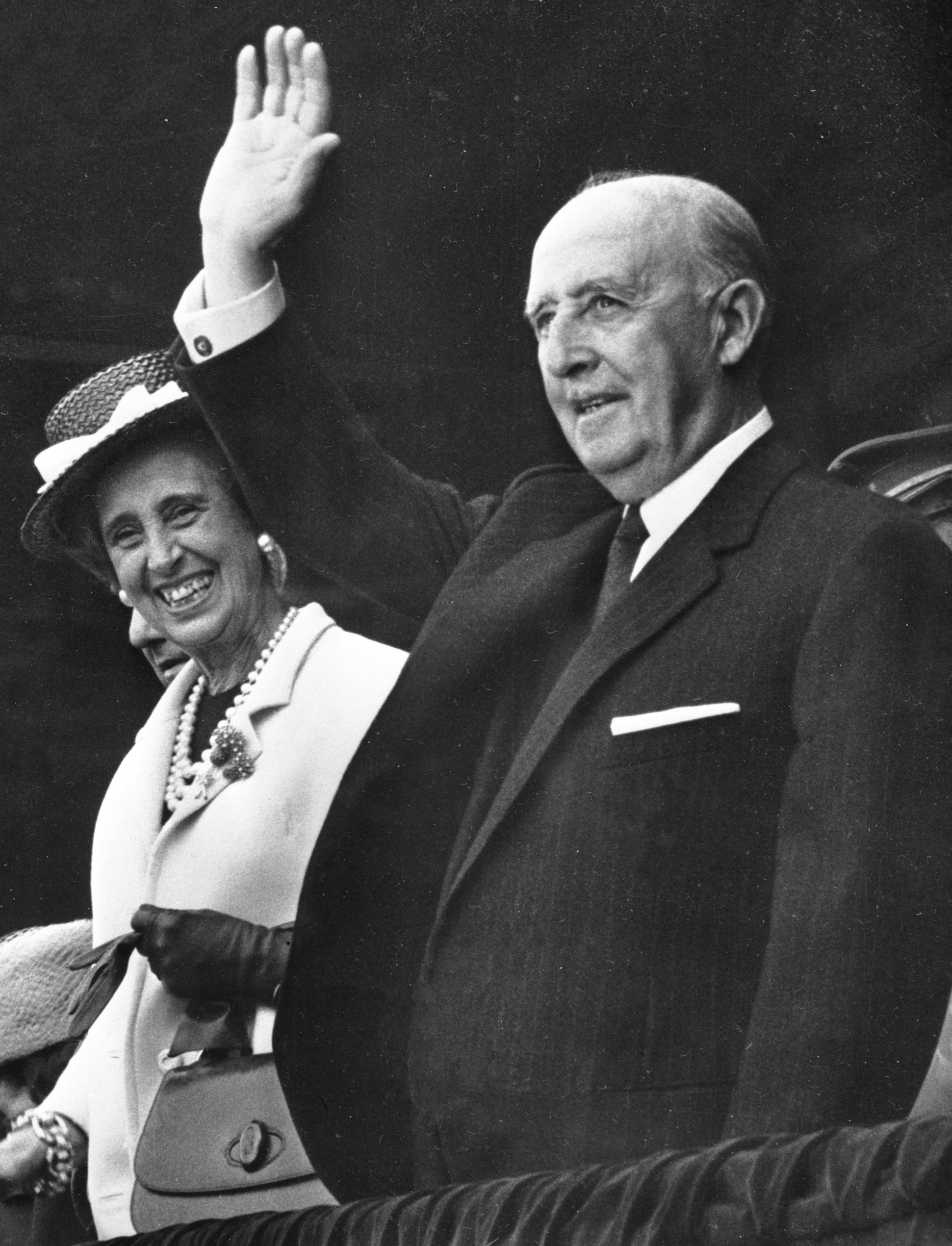
Franco și soția sa, Carmen Polo, în 1968

Franco a folosit și politica lingvistică în încercarea de a stabili omogenitatea națională. În ciuda faptului că Franco însuși era galician, guvernul a revocat statutul oficial și recunoașterea limbilor bască, galică și catalană pe care Republica le-a acordat pentru prima dată în istoria Spaniei. Vechea politică de promovare a spaniolei ca singura limbă oficială a statului și a sistemului educațional a fost reluată, chiar dacă milioane de cetățeni ai țării vorbeau alte limbi. Folosirea a altor limbi înafară de spaniolă a fost interzisă: toate documentele guvernamentale, notariale, juridice și comerciale urmau să fie întocmite exclusiv în spaniolă și orice era scris în altă limbă era considerat nul. Folosirea oricărei alte limbi a fost interzisă în școli, reclame, indicatoare rutiere și magazine. Publicațiile în alte limbi erau în general interzise, deși cetățenii continuau să le folosească pe ascuns. La sfârșitul anilor 1960, aceste politici au devenit mai permisive, dar limbile non-castiliane au continuat să fie descurajate și nu au primit statut oficial sau recunoaștere legală. În plus, popularizarea sistemului de învățământ național obligatoriu și dezvoltarea mass-mediei moderne, ambele controlate de stat și exclusiv în spaniolă, au redus competența vorbitorilor de bască, catalană și galică.

### Femeile în Spania Francoistă
Femeile au primit mai întâi dreptul de vot în Spania în timpul celei de-a doua republici. Conform noii constituții, acestea au dobandit statut juridic deplin și acces egal pe piața muncii, iar avortul a fost legalizat. Biserica Catolică a avut un rol important în susținerea rolului tradițional al familiei și al locului femeii în ea. Căsătoria civilă a fost introdusă în timpul Republicii, așa că Biserica a cerut imediat noului regim francoist să-și restabilească controlul asupra legilor familiei și căsătoriei. Toate femeile spaniole au fost obligate de către stat să slujească timp de șase luni în Secția pentru Femei, filiala feminină a partidului de stat Falange, pentru a urma pregătirea pentru maternitate împreună cat și îndoctrinarea politică. 

### Media
Conform Legii presei din 1938, toate ziarele au fost supuse cenzurii și au fost forțate să includă orice articole dorite de guvern. Editorii șefi au fost numiți de guvern și toți jurnaliștii trebuiau să fie înregistrați. Toate canalele mass-media liberale, republicane și de stânga au fost interzise.
Biserica Romano-Catolică avea propriile sale canale de media, inclusiv ziarul Ya și rețeaua de radio Cadena COPE. Alte canale mass-media pro-guvernamentale erau Cadena SER, ABC, La Vanguardia Española, El Correo și El Diario Vasco.

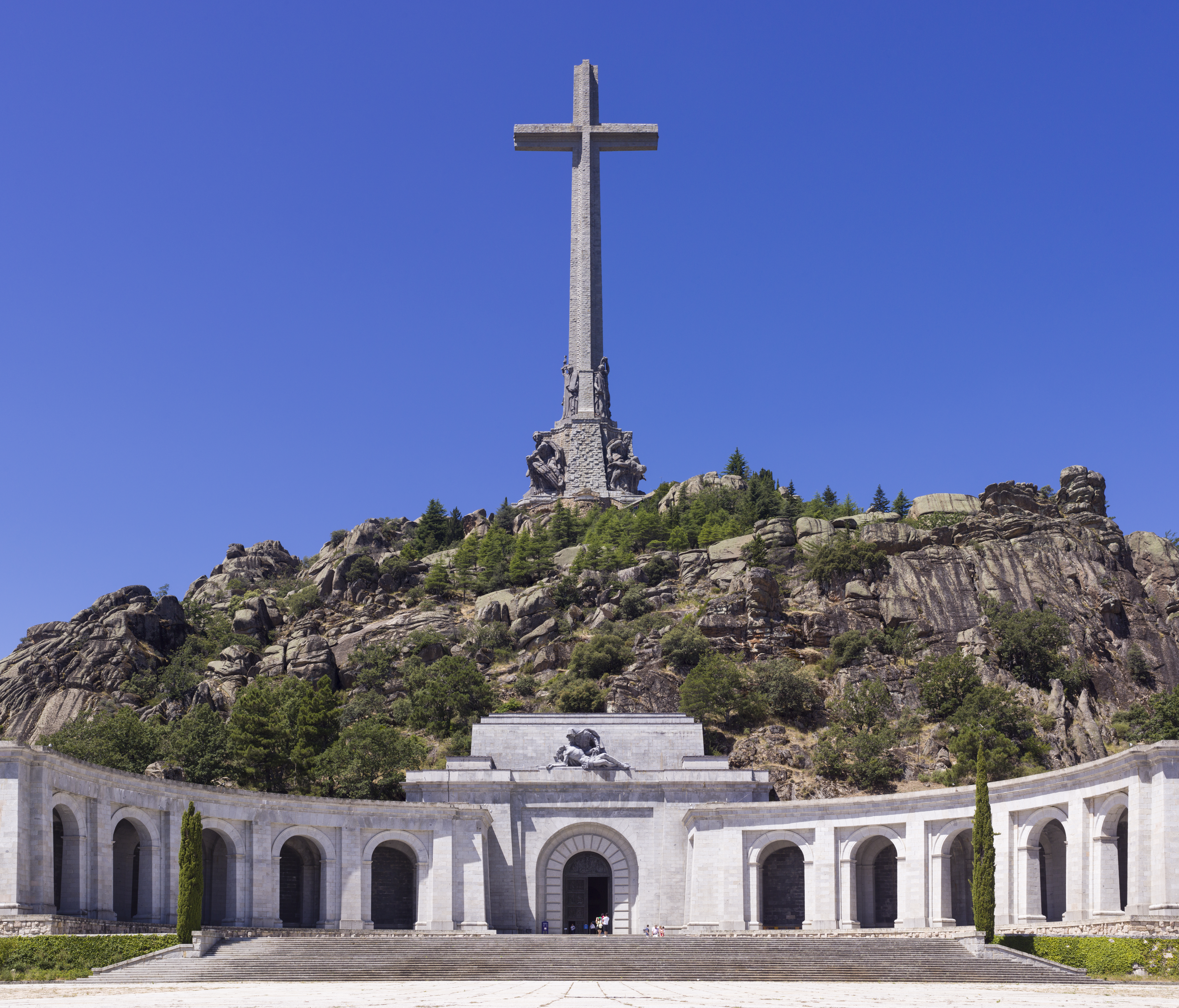
Prin decizia regelui Juan Carlos I al Spaniei, Franco a fost înmormântat în monumentul din Valle de los Caídos, până când trupul său a fost mutat în octombrie 2019.

Legea presei din 1966 a renunțat la regimul de cenzură anterior și a permis instituțiilor media să-și aleagă proprii directori, deși critica asupra conducătorilor era încă o crimă.

### Moștenire
În Spania, moștenirea lui Franco rămâne controversată. În Germania, o escadrilă numită după Werner Mölders a fost redenumită deoarece, în calitate de pilot, a condus unitățile de escortă în bombardarea Guernicai. În 2006, BBC a raportat că Maciej Giertych, un europarlamentar al Ligii Familiilor Poloneze de dreapta, și-a exprimat admirația față de Franco.
Opinia spaniolă s-a schimbat. Cele mai multe statui ale lui Franco și ale altor simboluri publice francoiste au fost îndepărtate, ultima statuie din Madrid fiind dărâmată în 2005. În plus, Comisia Permanentă a Parlamentului European a condamnat în martie 2006 „încălcările multiple și grave” ale drepturilor omului comise în Spania sub regimul francoist din 1939 până în 1975. Rezoluția a fost la inițiativa europarlamentarului Leo Brincat și a istoricului Luis María de Puig și este prima condamnare oficială internațională a represiunii puse în aplicare de regimul lui Franco. Rezoluția a îndemnat, de asemenea, să se ofere accesul publicului la diferitele arhive ale regimului francois, inclusiv cele ale Fundației Francisco Franco, care, precum și alte arhive francoiste, rămân inaccesibile publicului în anul 2006. În plus, a îndemnat autoritățile spaniole să înființeze o expoziție subterană pentru a explica condițiile proaste în care a fost construită. În cele din urmă, s-a propus construirea de monumente pentru comemorarea victimelor lui Franco în Madrid și în alte orașe importante.
În Spania, în vara anului 2004 a fost aprobată o comisie pentru a restabili demnitatea victimelor regimului lui Franco și a aduce un omagiu memoriei lor. În 2008, Asociația pentru Recuperarea Memoriei Istorice a inițiat o căutare sistematică a gropilor comune ale persoanelor executate în timpul regimului lui Franco. Legea memoriei istorice a fost adoptată în 2007 ca o încercare de a impune recunoașterea oficială a crimelor comise împotriva civililor în timpul domniei lui Franco și de a organiza sub supravegherea statului căutarea gropilor comune.
Investigațiile au început cu subiectul răpirii copiilor din timpul domniei lui Franco. Numărul copiilor dispăruți din timpul francoismului poate ajunge chiar si la 300,000.

## Principii
Robert O. Paxton constată că, deși fascismul „a menținut regimul existent al proprietății și al ierarhiei sociale”, nu poate fi considerat „pur și simplu o formă mai musculară de conservatorism” deoarece „fascismul la putere a efectuat unele schimbări suficient de profunde pentru a fi numit „ revoluționar.'"

### Naționalism cu sau fără expansionism
Ultranaționalismul, combinat cu mitul renașterii naționale, este un fundament cheie al fascismului. Robert Paxton susține că „un naționalism pasionat” stă la baza fascismului. Roger Griffin identifică miezul fascismului ca fiind ultranaționalism. 
Viziunea fascistă asupra unei națiuni este a unei singure entități organice care leagă oamenii prin strămoșii lor și este o forță naturală unificatoare a oamenilor. Fascismul urmărește să rezolve problemele economice, politice și sociale. Mișcările fasciste europene susțin în mod obișnuit o concepție rasistă conform căreia non-europenii sunt inferiori europenilor. Dincolo de aceasta, fasciștii din Europa nu au avut un set unificat de opinii rasiale. Din punct de vedere istoric, majoritatea fasciștilor au promovat imperialismul, deși au existat mai multe mișcări fasciste care nu erau interesate de urmărirea unor noi ambiții imperiale.
De exemplu, nazismul și fascismul italian au fost expansioniste și iredentiste. Falangismul din Spania prevedea unificarea la nivel mondial a popoarelor vorbitoare de spaniolă.

### Totalitarism
Fascismul promovează crearea unui stat totalitar. Se opune democrației liberale, respinge sistemele cu mai multe partide și poate sprijini un stat cu un singur partid, astfel încât să poată unifica națiunea. Doctrina fascismului (1932) a lui Mussolini, scrisă parțial de filosoful Giovanni Gentile, pe care Mussolini l-a descris drept „filozoful fascismului”, afirmă: „Concepția fascistă despre stat este atotcuprinzătoare; în afara ei, niciun om sau valorile spirituale nu pot exista".

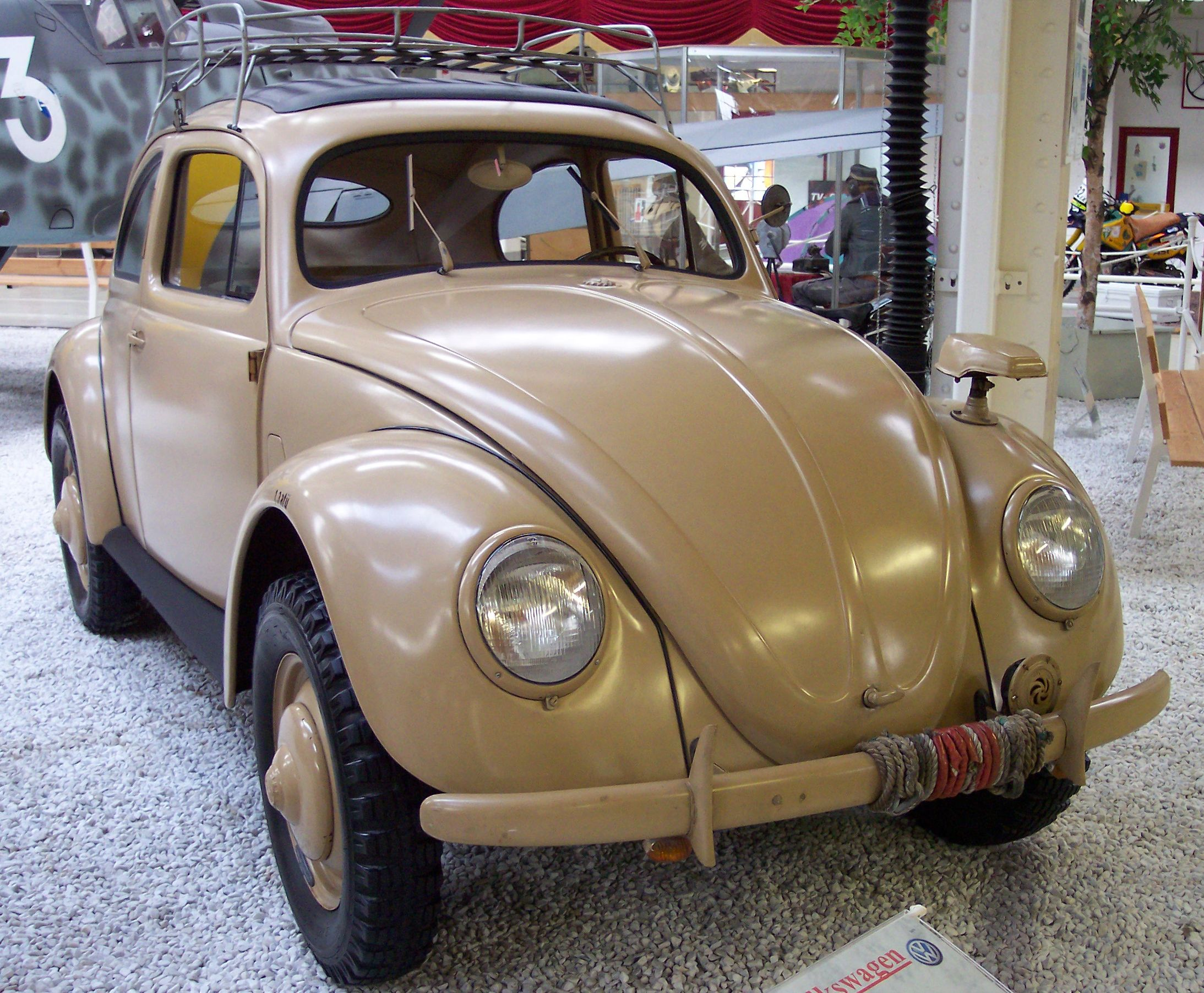
Necesitatea unei mașini a poporului (Volkswagen în germană), conceptul acesteia și obiectivele sale funcționale au fost formulate de Adolf Hitler.

Statele fasciste au urmat politici de îndoctrinare socială prin propagandă în educație și mass-media și prin reglementarea producției de materiale educaționale și media. Educația a fost concepută pentru a promova mișcarea fascistă și a informa studenții despre importanța ei istorică și politică pentru țară.

### Economie
Fascismul a fost prezentat ca o alternativă atât la socialismul internațional, cât și la capitalismul de piață liberă. În timp ce fascismul s-a opus socialismului de masă, fasciștii și-au considerat uneori mișcarea ca un tip de „socialism” naționalist pentru a evidenția angajamentul lor față de naționalism. Fasciștii s-au opus capitalismului internațional, dar au susținut un tip de capitalism productiv. Guvernele fasciste aleg soluționarea conflictelor interne în interiorul unei națiuni pentru a garanta unitatea națională. Soluționarea s-ar face prin intermediul relațiilor de mediere de stat între clase, Mussolini a definit ceea ce el considera caracterul proletar, definind proletarul ca fiind unul și același cu producători productivistă care asocia toți oamenii (inclusiv antreprenorii, muncitorii și soldații). El a recunoscut existența istorică atât a producătorilor burghezi, cât și a producătorilor proletari, dar a decis ca producătorii burghezi să fuzioneze cu producătorii proletari.
Deoarece productivismul a fost cheia creării unui stat naționalist puternic, a criticat socialismul internaționalist și marxist.

### Acțiune
Fascismul pune accent pe acțiunea directă, inclusiv sprijinirea violenței politice, ca parte cheie a politicii sale. Fascismul vedea acțiunea violentă ca o necesitate în politica sa. Acest accent pe utilizarea violenței politice înseamnă că majoritatea partidelor fasciste și-au creat și propriile armate private (de exemplu, Cămășile maro ale Partidului Nazist și Cămășile negre ale Italiei fasciste). Baza sprijinului fascist pentru acțiunile violente în politică este legată de darwinismul social. Mișcările fasciste au susținut în mod obișnuit opinii darwiniste sociale despre națiuni, rase și societăți. Ei spun că națiunile trebuie să scape de oamenii slabi din punct de vedere social și biologic, promovând în același timp crearea de oameni puternici, pentru a supraviețui într-o lume definită de conflicte naționale.

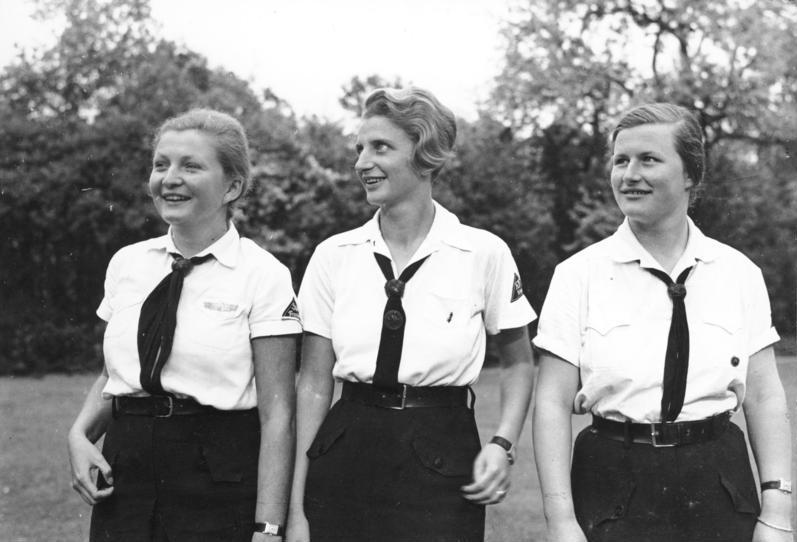
Membri ai Ligii Fetelor Germane, o organizație pentru fete din cadrul Partidului Nazist din Germania.

### Roluri de vârstă și de gen
Fascismul pune accent pe tineri atât în sensul fizic al vârstei, cât și într-un sens spiritual. Imnul politic al fasciștilor italieni se numea Giovinezza ("Tineretul"). Fascismul identifică perioada de vârstă fizică a tinereții ca un moment critic pentru dezvoltarea morală a oamenilor. Fascismul italian a urmărit ceea ce a numit o „igiena morală” a tinerilor, în special în ceea ce privește sexualitatea. Italia fascistă a promovat ceea ce considera un comportament sexual normal la tineret, în timp ce a condamnat ceea ce considera comportament sexual deplasat. Au condamnat pornografia, majoritatea formelor de control al nașterii și a dispozitivelor contraceptive (cu excepția prezervativelor), homosexualitatea și prostituția drept comportament sexual deplasat. Italia fascistă a considerat promovarea excitației sexuale masculine înainte de pubertate drept cauza criminalității în rândul tinerilor de sex masculin, a declarat homosexualitatea o boală socială și au desfășurat o campanie agresivă de reducere a prostituției în randul tinerelor.
Mussolini a perceput rolul principal al femeilor ca fiind în primul rând mame purtătoare, în timp ce cel al bărbaților ca războinici spunând că: „Războiul este pentru bărbat ceea ce este maternitatea pentru femeie”. În efortul de a crește natalitatea, guvernul fascist italian a oferit bonusuri financiare femeilor care au crescut familii numeroase și a inițiat politici menite să reducă numărul de femei angajate. Fascismul italian a cerut ca femeile să fie onorate drept „reproducători ai națiunii”, iar guvernul a organizat ceremonii ritual pentru a onora rolul femeii în cadrul națiunii italiene.
De asemenea, guvernul nazist german a încurajat femeile să stea acasă pentru a avea copii și a avea grijă casa. Această politică a fost întărită prin acordarea Crucii de Onoare a Mamei Germane femeilor care aveau patru sau mai mulți copii. Rata șomajului a fost redusă substanțial, mai ales prin producția de arme și prin trimiterea femeilor acasă, astfel încât bărbații să-și poată lua locurile de muncă. Propaganda nazistă a promovat uneori relațiile sexuale premaritale și extraconjugale, dar deseori naziștii s-au și opus acestui comportament. Naziștii au dezincriminat avortul în cazurile în care fetușii aveau defecte ereditare sau erau dintr-o rasă pe care guvernul nu o aproba, în timp ce avortul fetușilor germani sănătoși a rămas strict interzis. În 1935, Germania Nazistă a extins legalitatea avortului prin modificarea legii pentru a promova avortul pentru femeile cu tulburări ereditare.

## Critică
Fascismul a fost criticat și condamnat la scară largă în timpurile moderne de la înfrângerea puterilor Axei în al Doilea Război Mondial.

### Antidemocratic și tiranic
Una dintre cele mai comune și mai puternice critici la adresa fascismului este tirania. Fascismul este în întregime non-democratic și antidemocratic.

### Oportunism fără principii
Unii critici ai fascismului italian au spus că o mare parte din ideologie a fost doar un produs secundar al oportunismului fără principii din partea lui Mussolini. Unii au criticat acțiunile lui Mussolini în timpul declanșării Primului Război Mondial ca fiind oportuniste pentru că păreau să abandoneze brusc internaționalismul egalitar marxist pentru un naționalism non-egalitar. Unii, inclusiv oponenții socialiști ai lui Mussolini la acea vreme, au remarcat că indiferent de sprijinul financiar pe care l-a acceptat pentru atitudinea sa pro-intervenționistă, Mussolini era liber să scrie orice dorea în ziarul său Il Popolo d'Italia fără sancționarea prealabilă din partea susținătorilor săi financiari. Mai mult, sursa majoră de sprijin financiar pe care Mussolini și mișcarea fascistă au primit-o în Primul Război Mondial a fost din Franța și se crede că au fost socialiștii francezi care au susținut războiul guvernului francez împotriva Germaniei. Transformarea lui Mussolini de la marxism în ceea ce a devenit în cele din urmă fascism a început înainte de Primul Război Mondial, pe măsură ce Mussolini devenise din ce în ce mai pesimist cu privire la marxism și egalitarism. Până în 1902, Mussolini îi studia pe Georges Sorel, Nietzsche și Vilfredo Pareto. 

### Necinste ideologică
Fascismul a fost criticat pentru că este necinstit din punct de vedere ideologic. Exemple majore de necinste ideologică au fost identificate în relația de schimbare a fascismului italian cu nazismul german. Poziția fascismului italian față de nazismul german s-a schimbat de la sprijinul de la sfârșitul anilor 1920 până în 1934, când a sărbătorit ascensiunea lui Hitler la putere și prima întâlnire a lui Mussolini cu Hitler în 1934. După ce antagonismul a explodat între Germania Nazistă și Italia Fascistă cu privire la asasinarea cancelarului austriac Dollfuss în 1934, Mussolini și fasciștii italieni au denunțat și au ridiculizat teoriile rasiale ale nazismului.
În 1938, Mussolini a declarat, la adoptarea de către Italia a legilor antisemite, că fascismul italian a fost întotdeauna antisemit. De fapt, fascismul italian nu a susținut antisemitismul până la sfârșitul anilor 1930, când Mussolini se temea de înstrăinarea Germaniei Nazistă antisemite, a cărei putere și influență creșteau în Europa. Înainte de acea perioadă, au existat evrei italieni de seamă care fuseseră înalți oficiali fasciști italieni, inclusiv Margherita Sarfatti, care fusese și amanta lui Mussolini.